# The Games: Winter Challenge
The Games: Winter Challenge, noto anche semplicemente come Winter Challenge, è un videogioco sportivo del 1991 per Sega Mega Drive e MS-DOS nel quale si può competere in 8 discipline dei Giochi olimpici invernali.
Nel 1992 è uscita la versione estiva The Games: Summer Challenge.

## Modalità di gioco
La maggior parte dei giochi consiste nell'uso delle frecce direzionali per muoversi e sterzare, e i tasti A, B e C per effettuare certe azioni come sparare, correre e frenare. I punteggi delle discipline vengono assegnati in base al tempo, ad eccezione del salto con gli sci (distanza) e del biathlon (tempo e precisione nello sparare).
Il gioco prevede due modalità: training (allenamento) e tournament (torneo).
Nella modalità training si può partecipare a un singolo evento come singolo giocatore; una volta completato si può giocare nuovamente, tornare indietro al menu principale o guardare un replay della propria performance.
Nella modalità tournament si possono creare fino a 10 giocatori con i quali partecipare (se ne vengono creati di meno, il computer crea i rimanenti per arrivare a 10).

### Discipline
- Biathlon
- Bob
- Pattinaggio di velocità
- Salto con gli sci
- Sci di fondo
- Slalom gigante
- Slittino
- Discesa libera